# Andrée Désilets
Andrée Désilets, née en 1928 et morte en mai 2017, est une historienne canadienne et professeure émérite à l’Université de Sherbrooke. Elle obtient la médaille du jubilé d'or de la reine Elizabeth II en 2003.

## Biographie
Andrée Désilets naît à Sherbrooke au Québec en 1928. Elle soutient son mémoire de maîtrise sur Le nationalisme à l’Université Bishop’s. Elle est aussi diplômée en philosophie de l'Université du Québec et de l'Université Laval.
Pendant plusieurs années, elle travaille dans le monde de l'éducation en tant que professeure au Département d’histoire de l’Université de Sherbrooke en 1970, au Centre de recherches en histoire des religions et de la pensée et  enseigne la philosophie à l'École supérieure de musique de Nicol,.

## Publications

### Biographies
Andrée contribue à l’histoire du Canada, à l’histoire régionale et à la biographie historique. Elle rédige notamment 45 biographies pour le Dictionnaire biographique du Canada, soit 13 volumes.

### Ouvrage
- Les 25 ans de l’Université de Sherbrooke, 1954-1979[5].